# Saint-Avit-Sénieur
Saint-Avit-Sénieur – miejscowość i gmina we Francji, w regionie Nowa Akwitania, w departamencie Dordogne. Nazwa miejscowości pochodzi od imienia św. Awita.
Według danych na rok 1990 gminę zamieszkiwało 365 osób, a gęstość zaludnienia wynosiła 16 osób/km² (wśród 2290 gmin Akwitanii Saint-Avit-Sénieur plasuje się na 824. miejscu pod względem liczby ludności, natomiast pod względem powierzchni na miejscu 436.).